# Castello di Camairago
Il castello di Camairago è una struttura militare sorta nel XV secolo nell'omonima località, in provincia di Lodi.

## Storia
Il castello di Camairago si trova nel luogo dove anticamente si trovava una precedente fortificazione, messa a ferro e fuoco nel 1158 dai milanesi reduci dalla distruzione di Lodi Vecchio.
Il castello venne riedificato nella prima metà del XV secolo per volontà di Vitaliano I Borromeo, già banchiere ducale a Milano, il quale, godendo della stima del duca Filippo Maria Visconti, ottenne da quest'ultimo il feudo di Camairago. Oltre che per difendere i propri territori feudali, il Borromeo realizzò il fortilizio col pieno appoggio del ducato di Milano con l'idea di proteggere tramite esso la valle dell'Adda.
Successivi lavori di fortificazione si ebbero, nel XVI secolo, con Marco Antonio Colonna.
Rimasto nelle mani della famiglia Borromeo anche durante la dominazione spagnola, nel 1630 ospitò i lanzichenecchi che presero parte al seguito dell'esercito imperiale all'assedio di Mantova.
Durante le fasi finali della prima guerra d'indipendenza italiana del 1848, il castello divenne sede del quartiere generale delle truppe austriache del maresciallo Radetzky.
Dopo tali eventi, il castello ha acquisito sempre più il carattere di una residenza agricola privata, sempre di proprietà della famiglia Borromeo.

## Struttura
Il castello nei secoli ha mantenuto la medesima struttura delimitata da torri che si articolano lungo le mura, oltre alla presenza di un rivellino che un tempo ospitava due ponti levatoi distinti, uno per le carrozze e uno per il passaggio pedonale.
Nel cortile del castello si osservano una serie di archi ogivali.